# Phạm Văn Miên
Phạm Văn Miên (sinh năm 1959) là Thiếu tướng Công an nhân dân Việt Nam. Ông hiện là Phó Cục trưởng Cục Truyền thông Công an nhân dân, Bộ Công an Việt Nam, nguyên Tổng Biên tập Báo Công an nhân dân .

## Tiểu sử
Phạm Văn Miên sinh năm 1959.
Phạm Văn Miên là sinh viên khóa D8 Đại học An ninh nhân dân, nay là Học viện An ninh nhân dân.
Năm 2008, Phạm Văn Miên bảo vệ thành công luận án tiến sĩ tại Học viện An ninh nhân dân.
Vào ngày 19 tháng 7 năm 2013, Đại tá Phạm Văn Miên được Bộ Công an bổ nhiệm chức vụ Tổng biên tập Báo Công an nhân dân. Tính đến lúc được bổ nhiệm chức vụ này, Phạm Văn Miên có 15 năm làm Phó Tổng biên tập Báo Công an nhân dân.
Năm 2015, Phạm Văn Miên được thăng cấp quân hàm Thiếu tướng Công an nhân dân Việt Nam.
Cuối tháng 1 năm 2020, ông thôi giữ chức vụ Tổng biên tập báo Công an nhân dân.